# Ksantan gumi
Ksantan gumi je polisaharid, ki ga izloča bakterija Xanthomonas campestris. Uporablja se ga kot aditiv v živilih in modifikator v reologiji. Pogosto se ga uporablja kot gostilo (npr. v solatnih prelivih) in stabilizator (npr. za preprečitev ločevanja sestavin v kozmetičnih izdelkih). Sestavljen je iz ponavljajočih se pentasaharidnih enot, ki obsegajo glukozo, manozo in glukuronsko kislino v molarnem razmerju 2 : 2 : 1. Proizvaja se ga s fermentacijo glukoze, saharoze ali laktoze. Po fermentaciji je polisaharid oborjen iz rastnega sredstva z izopropanolom, posušen in zmlet v fin prah. Pozneje se ga doda v tekoče sredstvo, da se oblikuje gumi.